# Мустафа Меррі
Мустафа Меррі (араб. مصطفى ميري, нар. 21 квітня 1958, Касабланка) — марокканський футболіст, що грав на позиції нападника. По завершенні ігрової кар'єри — тренер.
Виступав, зокрема, за «Валансьєнн» та «Нім-Олімпік», а також національну збірну Марокко, у складі якої був учасником чемпіонату світу та Олімпійських ігор.

## Клубна кар'єра
У дорослому футболі дебютував 1980 року виступами за команду третього французького дивізіону «Азебрук», в якій провів три сезони.
Своєю грою за цю команду привернув увагу представників тренерського штабу клубу другого дивізіону «Валансьєнн», до складу якого приєднався 1983 року. Відіграв за команду з Валансьєнна наступні три сезони своєї ігрової кар'єри. Більшість часу, проведеного у складі «Валансьєнна», був основним гравцем атакувальної ланки команди. У складі «Валансьєнна» був одним з головних бомбардирів команди, маючи середню результативність на рівні 0,41 гола за гру першості.
1986 року уклав контракт з клубом «Нім-Олімпік», у складі якого провів наступний рік своєї кар'єри гравця. Граючи у складі «Нім-Олімпіка» також здебільшого виходив на поле в основному складі команди і був серед найкращих голеодорів, відзначаючись забитим голом в середньому щонайменше у кожній третій грі чемпіонату.
Протягом сезону 1987/88 років знову захищав кольори клубу «Валансьєнн», а з 1988 року два сезони виступав за інший друголіговий клуб «Руан».
Протягом сезону 1990/91 років захищав кольори клубу третього дивізіону «Кале», а з 1991 року два сезони захищав кольори клубу «Дюнкерк» у Дивізіоні 2. Тренерським штабом нового клубу також розглядався як гравець «основи».
1993 року перейшов до клубу шостого дивізіону «Олімпік» (Гранд-Сінт), за який відіграв 1 сезон. Завершив кар'єру футболіста виступами за команду у 1994 році.

## Виступи за збірну
У 1984 році брав участь в Олімпійському футбольному турнірі в Лос-Анджелесі, зіграв в усіх трьох іграх, але його команда не вийшла з групи.
У складі національної збірної Марокко був учасником чемпіонату світу 1986 року у Мексиці, зігравши у перших двох матчах його команди на турнірі — зі збірною Польщі та Англії, які обидва закінчились внічию 0:0. В подальшому на турнірі на поле не виходив, а марокканці вилетіли на стадії 1/8 фіналу.

## Кар'єра тренера
Розпочав тренерську кар'єру невдовзі по завершенні кар'єри гравця, 1997 року, очоливши тренерський штаб клубу «Дюнкерк», в якому пропрацював один рік.